# Georg Reichert (Heimatdichter)

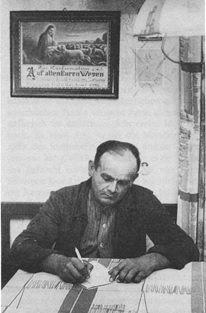
Georg Reichert (1988)

Georg Reichert (* 15. November 1919 in Vogtsreichenbach; † 8. August 1997 ebenda) war ein fränkischer Mundartdichter. Er war das einzige Kind seiner Eltern Friedrich und Elisabeth Reichert. Reichert veröffentlichte 12 „Büchla“ und erhielt 1983 für sein Engagement für die fränkische Sprache das Bundesverdienstkreuz am Bande.

## Leben

### Jugend
Georg Reichert wurde zu Hause auf dem elterlichen Bauernhof zur Welt gebracht. Mit sechs Jahren besuchte er die Volksschule Zautendorf. Wegen der Einbindung in die Arbeiten am heimischen Hof und der Berufsaussicht Bauer verließ er die Schule bereits nach sieben Jahren, obwohl ihm sein Lehrer aufgrund seiner guten Leistungen eine höhere Schulbildung empfohlen hatte. Um den Hof gut weiterzuführen, belegte er in den Wintermonaten 1937/38 sowie 1938/39 Weiterbildungskurse an der Landwirtschaftsschule in Fürth.

### Kriegsjahre
Reichert wurde am 4. Oktober 1940 in den Militärdienst eingezogen. Von diesem Zeitpunkt an war er Soldat in der vierten Kompanie des Infanterie-Einsatzbataillons 21 in Fürth. Sein erster militärischer Einsatz war ab dem 11. August 1941 bis zum 2. März 1943 in Russland an der Ostfront. In dieser Zeit erlebte Reichert viele ihn prägende Situationen. So dachte er mehrmals über den sehr wahrscheinlichen Tod nach: „Eine Kugel muß mir den Schädel durchbohren, es kann nicht anders sein, ich muß sterben, liebe Eltern“. Nach einem kurzen militärischen Einsatz in Frankreich und in Italien musste er nach dreiwöchigem Urlaub zum letzten Mal an die russische Front. Dort erkrankte er an Malaria und wurde daraufhin ins Lazarett nach Lohr am Main verlegt. Als er wieder „bedingt K.V. [kriegsverwendungsfähig]“ war, wurde er in eine Kaserne nach Bayreuth beordert. Dort entging er am 8. April 1945 nur knapp einem Bombardement der Alliierten. Im Nachhinein sprach Reichert immer vom „unglückseligen“ oder „schrecklichen Krieg“.

### Bäuerliches Leben
Nachdem Reichert im Jahre 1950 seine Frau Babette geheiratet hatte, kamen in den Jahren 1953 und 1956 seine Kinder Betty und Werner zur Welt. In den folgenden Jahren widmete sich Reichert zunächst der Vergrößerung sowie der Mechanisierung und Motorisierung seines Hofes: Ein Neubau von Scheune und Stall erfolgte, zwei Maschinenhallen wurden errichtet und ein Zukauf von Ackerland, Wiese und Wald getätigt. In der finalen Form umfasste sein Hof, unter Einberechnung aller Gebäude, eine Gesamtfläche von etwa 12 Hektar, dazu kamen 4 Hektar Pachtland und ein Fuhrpark, der aus einem Goggomobil, einem HELA Traktor und einem Mähdrescher bestand. Nachdem die Einnahmen in den siebziger Jahren für Bauern eingebrochen sind, musste sich Reichert auf eine Arbeitsstelle außerhalb der Landwirtschaft bewerben und den Hof nur noch als Nebenerwerb betreiben. Trotz der neuen Situation blieb Reichert „mit Leib und Seele Bauer“.

### Erwerbstätigkeit
Am 2. Januar 1977, mit nunmehr 57 Jahren, begann Reichert seine neue Tätigkeit als Angestellter am Fürther Landratsamt. Für seine Familie befand er sich ab diesem Zeitpunkt täglich „auf Arbeit“.
„[…] Meinen Urlaub ließ ich mir zur Heu- und Getreideernte geben, und so war ich also das ganze Jahr beschäftigt“.
Bereits vorher war er außerhalb seines Bauernhofs tätig. So verfasste er für den Lokalteil der Fürther Nachrichten regelmäßig Artikel über die Geschehnisse rund um sein Heimatdorf. 1979 beendete er dieses Engagement aufgrund seiner hohen zeitlichen Belastung. Zudem wirkte Reichert in den Jahren 1968 bis Dezember 1992 bei der Erstellung des Fränkischen Wörterbuches der Friedrich-Alexander-Universität Nürnberg-Erlangen mit. Hierfür beantwortete er regelmäßig Fragebögen zu seiner Mundart. Insgesamt waren es „etwa 2000 Fragen zu 3558 Einzelproblemen (Stalltiere, Getreidearten, alte und neue Werkzeuge und Maschinen, menschliche Körperteile und eine Vielzahl von Verben)“.

### Lebensabend
Mit 65 Jahren wurde Reichert vom Landrat Dietrich Sommerschuh im Jahre 1985 aus dem Dienst verabschiedet. „Ich hatte in diesen 8 Jahren, außer meinem Unfall nicht einen Tag krank gemacht, obwohl es mir mitunter nicht wohl war, und ging nun jetzt wieder meiner altvertrauten bäuerlichen Arbeit nach“.

## Werke

### Prosa
- Ein Bauer schreibt Verse. Lebenserinnerungen eines fränkischen Landmannes, Emskirchen 1988
- In wieviel Not…hat nicht der gnädige Gott über dir die Flügel gebreitet. Lebenserinnerungen, Emskirchen 1994

### Lyrik
- Af där Welt is oalles mögli. Erlebnisse eines Landmannes aus Vogtsreichenbach, Nürnberg 1967
- Där Härrgott woar doch nit su dumm. Weitere nützliche Lebenskapitel eines fränkischen Landmannes, Nürnberg 1972
- Alles - blos ka Paradies. Der nützlichen Lebenskapitel eines fränkischen Landmannes dritter Band, Heroldsberg 1976
- A Psichiater muß heit här. Der nützlichen Lebenskapitel eines fränkischen Landmannes vierter Band, Heroldsberg 1979
- Ich sogs wie`s is! Markt Erlbach 1982
- Bauer denkt noach. Emskirchen 1985
- Wärns wohl nu gscheit, die Leit? Gedichtli und Gschichtli vo sunst und etz, Emskirchen 1987
- A weng wos vo der heitin Zeit. Emskirchen 1991
- Wie`s af unsrer Welt zugäht. Emskirchen 1992
- Wos i sog is woahr. Emskirchen 1993
- Einige Mundartgedichte. In: Fürther Heimatblätter, Neue Folge 18, 1968, S. 11–13